# Provincia de Bitlis
Bitlis es una de las 81 provincias de Turquía, situada al este de Anatolia, en la ribera del lago Van.

## Características
Tiene un área de 6.707 km², que en términos de extensión es equivalente a la mitad de Montenegro. Su población es de 388.678 habitantes y su densidad de 46,20 hab./km². Su capital es Bitlis, con 44.923 habitantes

## Distritos
Los distritos (ilçeler) de Bitlis İli son los siguientes:
- Bitlis Merkez
- Adilcevaz
- Ahlat
- Güroymak
- Hizan
- Mutki
- Tatvan